# 1396
- Wikisource

| Calendário gregoriano                                                        | 1396 MCCCXCVI                                         |
| Ab urbe condita                                                              | 2149                                                  |
| Calendário arménio                                                           | 845 – 846                                             |
| Calendário bahá'í                                                            | -448 – -447                                           |
| Calendário budista                                                           | 1940                                                  |
| Calendário chinês                                                            | 4092 – 4093 Início a 9 de fevereiro (aproximadamente) |
| Calendário copta                                                             | 1112 – 1113                                           |
| Calendário etíope                                                            | 1388 – 1389                                           |
| Calendários hindus - Vikram Samvat - Calendário nacional indiano - Cáli Iuga | 1451 – 1452 1317 – 1318 4496 – 4497                   |
| Calendário Holoceno                                                          | 11396                                                 |
| Calendário islâmico                                                          | 798 – 799                                             |
| Calendário judaico                                                           | 5156 – 5157                                           |
| Calendário persa                                                             | 774 – 775                                             |
| Calendário rúnico                                                            | 1646                                                  |
| Calendário solar tailandês                                                   | 1939                                                  |

1396 (MCCCXCVI, na numeração romana) foi um ano bissexto do século XIV do Calendário Juliano, da Era de Cristo, e as suas letras dominicais foram  B e A (52 semanas), teve início a um sábado e terminou a um domingo.
| Ano completo                      |
| --------------------------------- |
| Ano bissexto com início ao sábado |

## Eventos
- Criação Horda Nogai por Tártaros.

## Nascimentos
- 5 de junho — Giannozzo Manetti, estadista e diplomata italiano  (m. 1459).
- Teodoro II Paleólogo, príncipe bizantino, déspota da Moreia entre 1407 e 1443  (m. 1448).
- Maomé IX, 15.º rei sultão do Reino Nacérida de Granada, que reinou em quatro ocasiões entre 1419 e 1453 (m. 1453 ou 1454).

## Mortes
- 10 de dezembro — Helena Cantacuzena, imperatriz-consorte de João V Paleólogo do Império Bizantino.  (n. 1333).
- 19 de maio — João I, o Caçador, rei de rei de Aragão e Valência, conde de Barcelona desde 1387 até à sua morte  (n. 1350).
- Ana de Schaunberg, condessa de Celje  (n. c. 1358).
- Catarina da Bósnia, nobre bósnia e condessa de Celje  (n. 1336).